# Q36.5 Pro Cycling Team
Q36.5 Pro Cycling Team (UCI kód: Q36) je švýcarský cyklistický UCI ProTeam založený v roce 2023. Generálním ředitelem týmu je Douglas Ryder, jenž tuto funkci zastával do konce roku 2021 v Teamu Qhubeka NextHash. Hlavním sponzorem týmu je italská značka cyklistického oblečení Q36.5.

## Historie
Po zániku Teamu Qhubeka NextHash v roce 2021 Douglas Ryder řekl, že by se chtěl někdy v budoucnosti vrátit do vrcholné cyklistiky s novým týmem. V srpnu 2022 bylo odhaleno, že Ryder tajně shání jezdce pro nový UCI ProTeam pro sezónu 2023. Různé spekulace naznačovaly, že Ryder pro svůj nový tým podepsal několik závodníků z UCI WorldTeamů společně s dalšími jezdci z nižších divizí. Oficiální oznámení vzniku týmu proběhlo 4. listopadu 2022. Tým oznámil soupisku 23 závodníků a členy personálu, včetně Vincenza Nibaliho, jenž se k týmu připojil čerstvě po ukončení kariéry jako ambasador a technický poradce. V prosinci 2022 UCI oznámila, že udělila týmu Q36.5 Pro Cycling Team UCI ProTeam licenci pro sezónu 2023.

## Soupiska týmu
K 1. lednu 2024
- Negasi Haylu Abreha (ETH) (* 9. května 2000)
- Xabier Azparren (ESP) (* 25. února 1999)
- Matteo Badilatti (SUI) (* 30. července 1992)
- Gianluca Brambilla (ITA) (* 22. srpna 1987)
- Walter Calzoni (ITA) (* 8. srpna 2001)
- Marcel Camprubi (ESP) (* 15. září 2001)
- Fabio Christen (SUI) (* 29. června 2002)
- Filippo Colombo (SUI) (* 20. prosince 1997)
- Filippo Conca (ITA) (* 22. září 1998)
- David de la Cruz (ESP) (* 6. května 1989)
- Tom Devriendt (BEL) (* 29. října 1991)
- Mark Donovan (GBR) (* 3. dubna 1999)
- Alessandro Fancellu (ITA) (* 24. dubna 2000)
- Frederik Frison (BEL) (* 28. července 1992)
- Carl Fredrik Hagen (NOR) (* 26. září 1991)
- Damien Howson (AUS) (* 13. srpna 1992)
- Tobias Ludvigsson (SWE) (* 22. února 1991)
- Kamil Małecki (POL) (* 2. ledna 1996)
- Cyrus Monk (AUS) (* 7. listopadu 1996)
- Matteo Moschetti (ITA) (* 14. srpna 1996)
- Giacomo Nizzolo (ITA) (* 30. ledna 1989)
- Nicolò Parisini (ITA) (* 25. dubna 2000)
- Joey Rosskopf (USA) (* 5. září 1989)
- Szymon Sajnok (POL) (* 24. srpna 1997)
- Jannik Steimle (GER) (* 4. dubna 1996)
- Rory Townsend (IRL) (* 30. června 1995)
- James Whelan (AUS) (* 11. července 1996)
- Nickolas Zukowsky (CAN) (* 3. června 1998)

## Vítězství

### Vítězství na národních šampionátech
2023
 Kanadský silniční závod, Nickolas Zukowsky